# Votivgåva

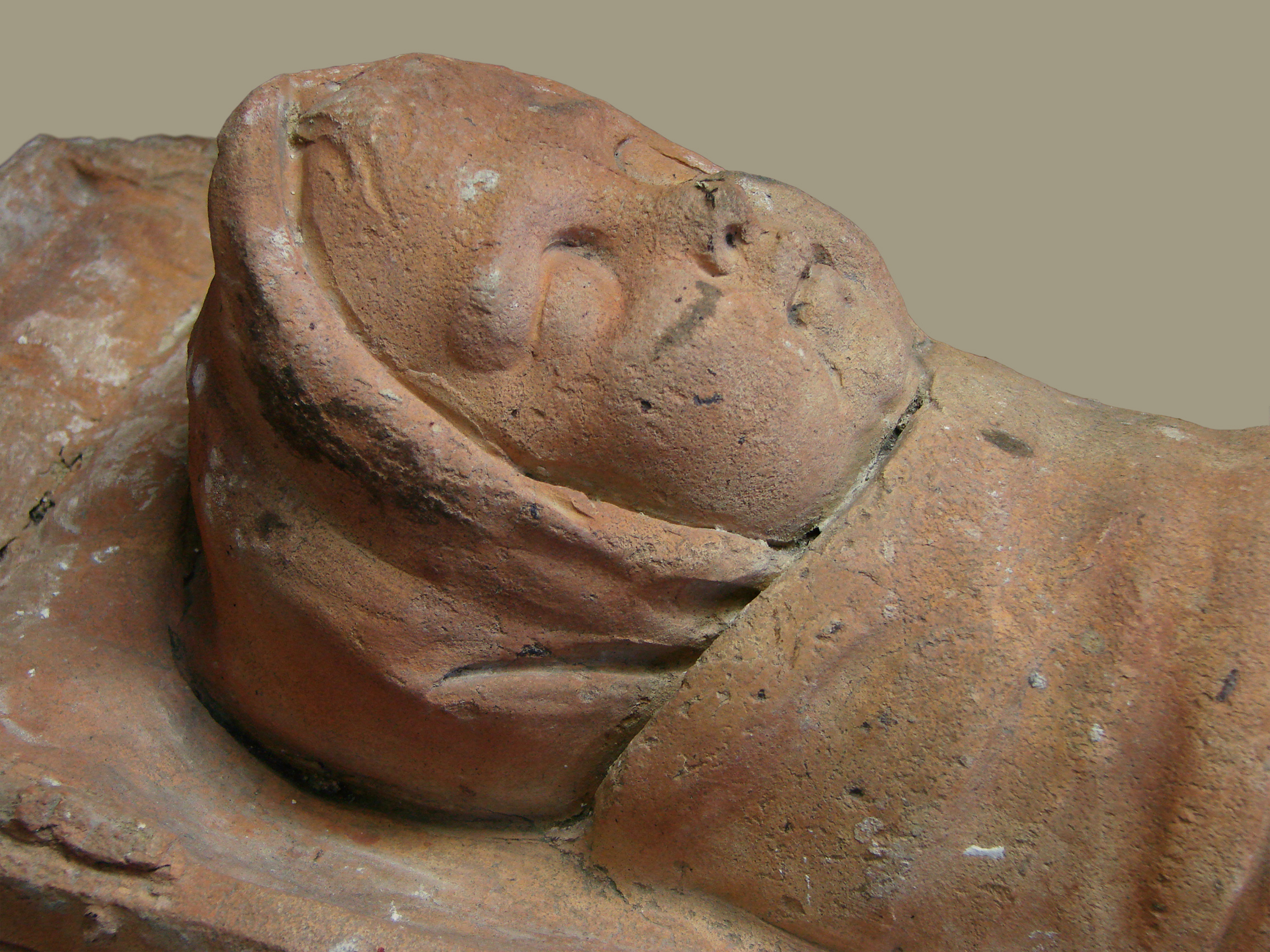
Gallo-romersk ex-voto av ett spädbarn

Votivgåva är en gåva som i kyrkor och på vallfartsplatser ges till Gud, jungfru Maria eller något helgon med bön om bistånd eller som tack för erhållet sådant. Egentligen syftar ordet på infriandet av ett avgivet löfte (latin votum). Votivbilder bär ofta inskriften ex voto ("enligt ett löfte"). 
Votivgåvor kan vara av många slag; i Tynderö kyrka på Tynderö i Timrå kommun, Medelpad finns en votivfisk i silver. 
Votivgåvor har även skett i förkristen tid vilket till exempel syns i Torsbjergsfyndet i norra Tyskland.

## Votivskepp

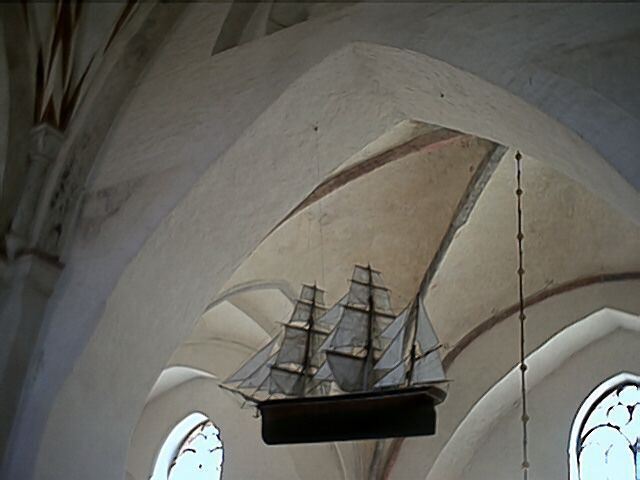
Votivskepp i Sankt Petri kyrka, Ystad.

I bland annat nordiska kyrkor är votivskepp vanliga som votivgåvor. Ett sådant skepp är en fartygsmodell upphängd i ett kyrkorum, vanligtvis i dess mittskepp, som tacksägelse till Gud för att sjömän räddats ur sjönöd.